# Бартоломеу Діаш
Бартоломе́у Ді́аш (порт. Bartolomeu Dias de Novaes МФА: [baɾtuluˈmew ˈdi.ɐʃ]; бл. 1450 — 29 травня 1500) — один з найславетніших португальських мореплавців-першовідкривачів, що підкоряв води Атлантики в XV столітті. У 1486 році в пошуках морського шляху з Європи до Індії Бартоломеу Діаш першим з європейців обігнув Африку з півдня й знайшов мис Доброї Надії, вийшовши у води Індійського океану.

## Біографія
Про дитинство і молоді роки Бартоломеу відомо дуже мало. Деякий час вважалося, що Діаш був сином одного з капітанів Енріке Мореплавця, що однак достеменно невідомо. Відомим є факт належності Діаша до дворянства. Звичний додаток до прізвища «де Новаїш» уперше задокументований у 1571 році, коли онук Діаша отримав призначення губернатора Анголи.

## Історичні передумови
У першій половині XV століття португальських мореплавців та дослідників ідейно та організаційно очолював та фінансував португальський принц Енріке Мореплавець. Вони дослідили райони Атлантичного океану біля Південної Європи та Західної Африки від Азорських островів аж до островів Кабо-Верде та сучасної Сьєрра-Леоне, а також отримали достатньо знань про океанічне судноплавство та океанічні вітри та течії, щоб забезпечити наступні подорожі на більшу відстань.
У 1474 році майбутній король Португалії Жуан II узяв під свій особистий нагляд португальську торгівлю з Гвінеєю. Король переймався питанням, як да́леко на південь простягається африканське узбережжя. На початку 1480-х років Діогу Кан у двох плаваннях дослідив гирло річки Конго, перетнув екватор і досягнув берегів сучасних Анголи та Намібії, де встановив збережені до сьогодні пам'ятні знаки — падрани з гербом португальського короля.

## Плавання

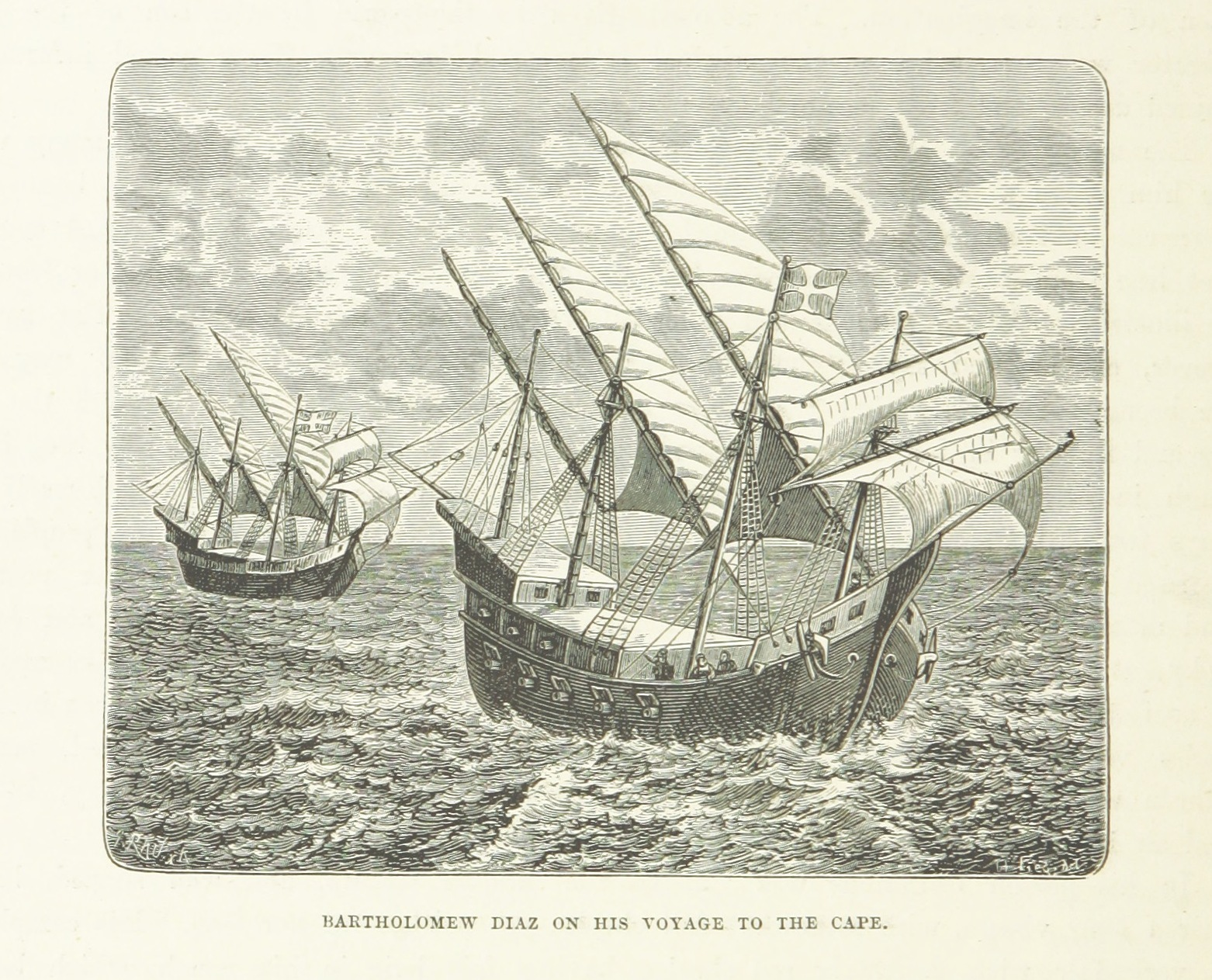
Кораблі Діаша на шляху до Мису Доброї Надії

Після того, як Діогу Кан помер під час своєї другої експедиції, король доручив Діашу обійняти його місце і вирушити на пошуки морського шляху навколо Африки і царства пресвітера Йоанна, яке, за чутками, знаходилось десь у глибинах Африки. Експедиція Діаша мала у своєму складі три кораблі — дві каравели Сан-Хрістобан (São Cristóvão) і Сан-Панталеон (São Pantaleão) та допоміжне судно з прямими (чотирикутними) вітрилами під орудою рідного брата Бартоломеу — Перу Діаша. У складі флотилії були найкращі мореплавці, які плавали ще з Діогу Каном і краще за інших знали прибережні води.

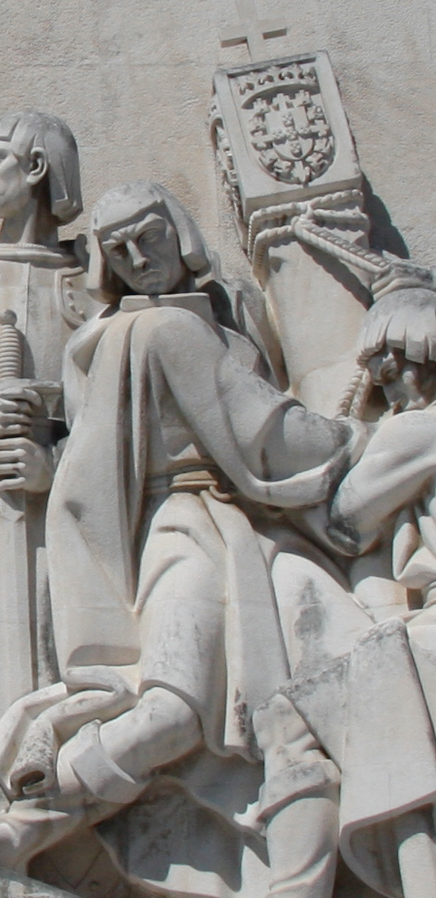
Бартоломеу Діаш і Діогу Кан встановлюють падран. Зображення на пам'ятнику першовідкривачам в Лісабоні

Якщо прийняти на віру свідчення Колумба, Діаш відплив із Португалії в серпні 1487 року, а 4 грудня вже дістався південніше за межу, яку подолав Діогу Кан, і врешті наприкінці грудня кинув якір у затоці св. Стефана (зараз відома як бухта Єлизавети) на півдні сучасної Намібії. Головним керманичем експедиції був інший португальський мандрівник Перу де Аленкер. Після 6 січня 1488 року у водах затоки завирували бурі, які змусили Діаша вийти у відкрите море. За декілька діб капітан спробував повернутися до затоки, але землі не було видно. Морські блукання корабля Діаша тривали до 3 лютого 1488 року, коли, повернувши в північний бік, португальцям відкрився південний берег Африки трохи на схід від мису Доброї Надії.
Висадившись на берег в затоці, яка зараз називається Моссел-Бей, Діаш побачив на березі декількох пастухів-готтентотів з їх худобою і назвав цю бухту Затокою пастухів (порт. — Angra dos Vaqueiros). Оскільки це трапилось 3 лютого, в день св. Блеза, на португальських картах її позначали іменем цього святого — Водопій Св. Блеза (порт.Aguada de São Brás). Ні капітан, ні будь-хто з його супроводу, зокрема і негри-провідники з Гвінеї і Анголи не спромоглися порозумітися з тубільцями, які спершу відступили, а потім зробили спробу напасти на табір європейців. Діаш хотів плисти далі на схід, однак коли доплив до затоки Алгоа (поблизу сучасного міста Порт-Елізабет) усі офіцери, що знаходились під його орудою, висловились за повернення до Європи.
Крайньою межею просування Діаша на схід стало гирло річки Великої риби (Great Fish River), де в 1938 році було виявлено встановлений ним падран — кам'яний стовп з хрестом і королівським гербом. Він повернув назад, переконаний, що завдання експедиції виконано, і що за потреби, обігнувши південний край Африки, можна морем дістатися Індії. На його думку, залишалось тільки віднайти цей південний край.
У травні 1488 року Бартоломеу Діаш висадився якраз на цьому омріяному мисі й, як прийнято вважати, нарік його мисом Штормів на згадку про шторм, який ледве не перервав його подорожі. Надалі король, що покладав на щойно відкритий Діашем морський шлях до Азії великі сподівання, перейменував його на мис Доброї Надії.

## Повернення та наслідки
Діаш повернувся до Європи в грудні 1488, і, ймовірно, отримав вказівку тримати свої відкриття в таємниці. Свідчень про обставини прийому Діаша при королівському дворі не збереглося. Король чекав на відомості про пресвітера Йоанна, до якого суходолом виправили Перу да Ковільяна, і тому деякий час гаяв з фінансуванням нових морських мандрівок. Тільки після смерті Жуана II, через 9 років після повернення Діаша, португальці нарешті спорядили експедицію до Індії. На чолі цієї експедиції став Васко да Гама, а Діаш супроводжував його до Золотого берега (Гвінея).
Коли да Гама повернувся і підтвердив правоту здогадок Діаша, в Індію було організовано потужніший флот на чолі з Педру Кабралом. У цій подорожі Діаш командував одним із кораблів. Він брав участь у відкритті Бразилії, однак під час переходу в бік Африки, біля Мису Доброї Надії, який він колись назвав Мисом Штормів флотилія потрапила в потужну бурю, внаслідок чого чотири кораблі було назавжди втрачено. Одним з втрачених кораблів було судно під керівництвом Діаша. Таким чином, Бартоломеу загинув у тих самих водах, що принесли йому славу.
Син та онук Бартоломеу Діаша управляли від імені короля Анголою; останній заснував там перше європейське місто Південної Африки — Луанду (зараз столиця Анголи).

## Пам'ять

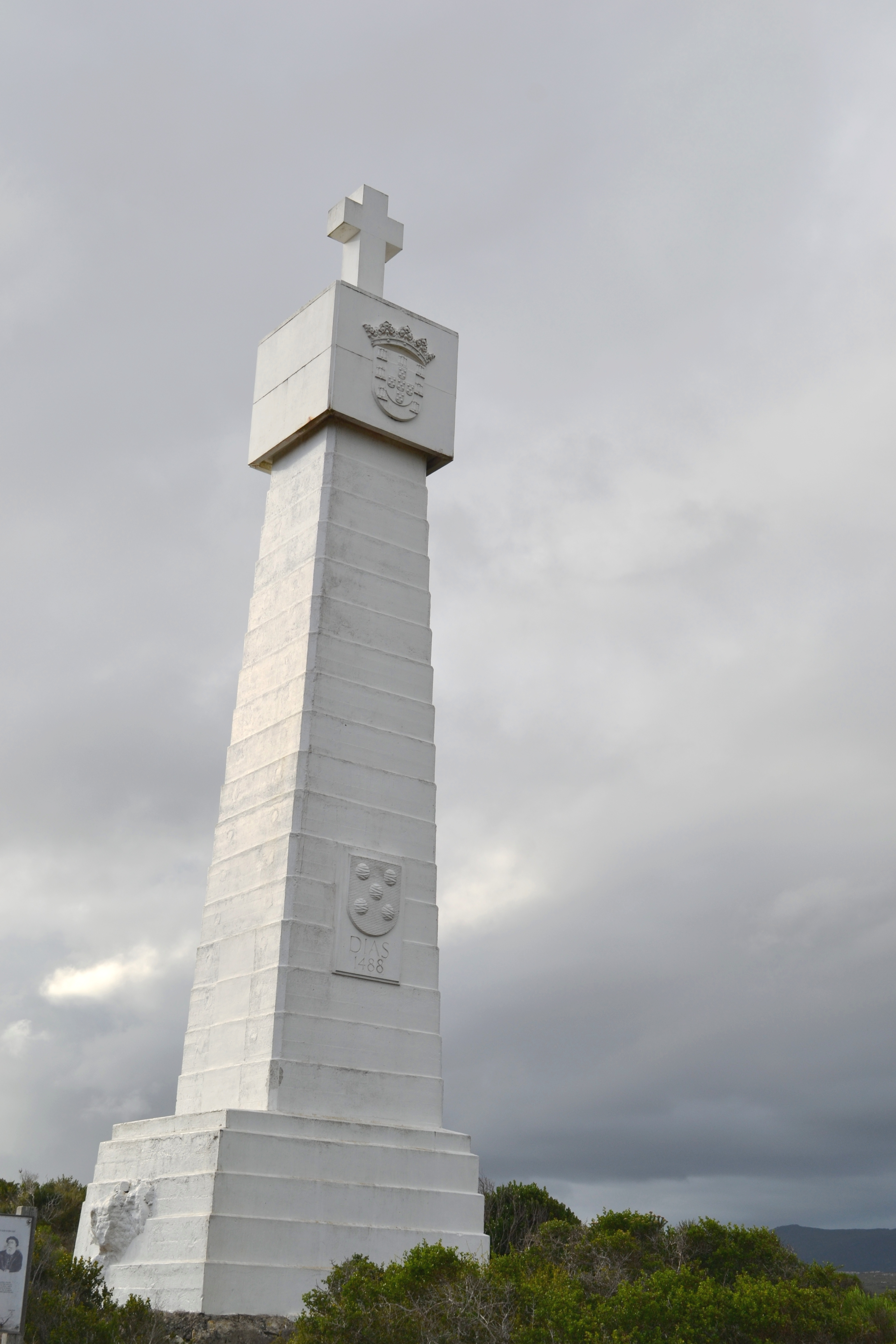
Хрест Діаша на мисі Кейп-Пойнт, Західнокапська провінція

Португальський уряд встановив два навігаційні маяки, Хрест Діаша та Хрест да Гами, стилізовані під падрани, щоб вшанувати Діаша та Васко да Гаму, які були першими сучасними європейськими дослідниками, що досягли мису Доброї Надії. Коли ці хрести вирівняні, вони вказують на Скелю Віттл, велику, постійно затоплену небезпеку для судноплавства в Фальшивій бухті.

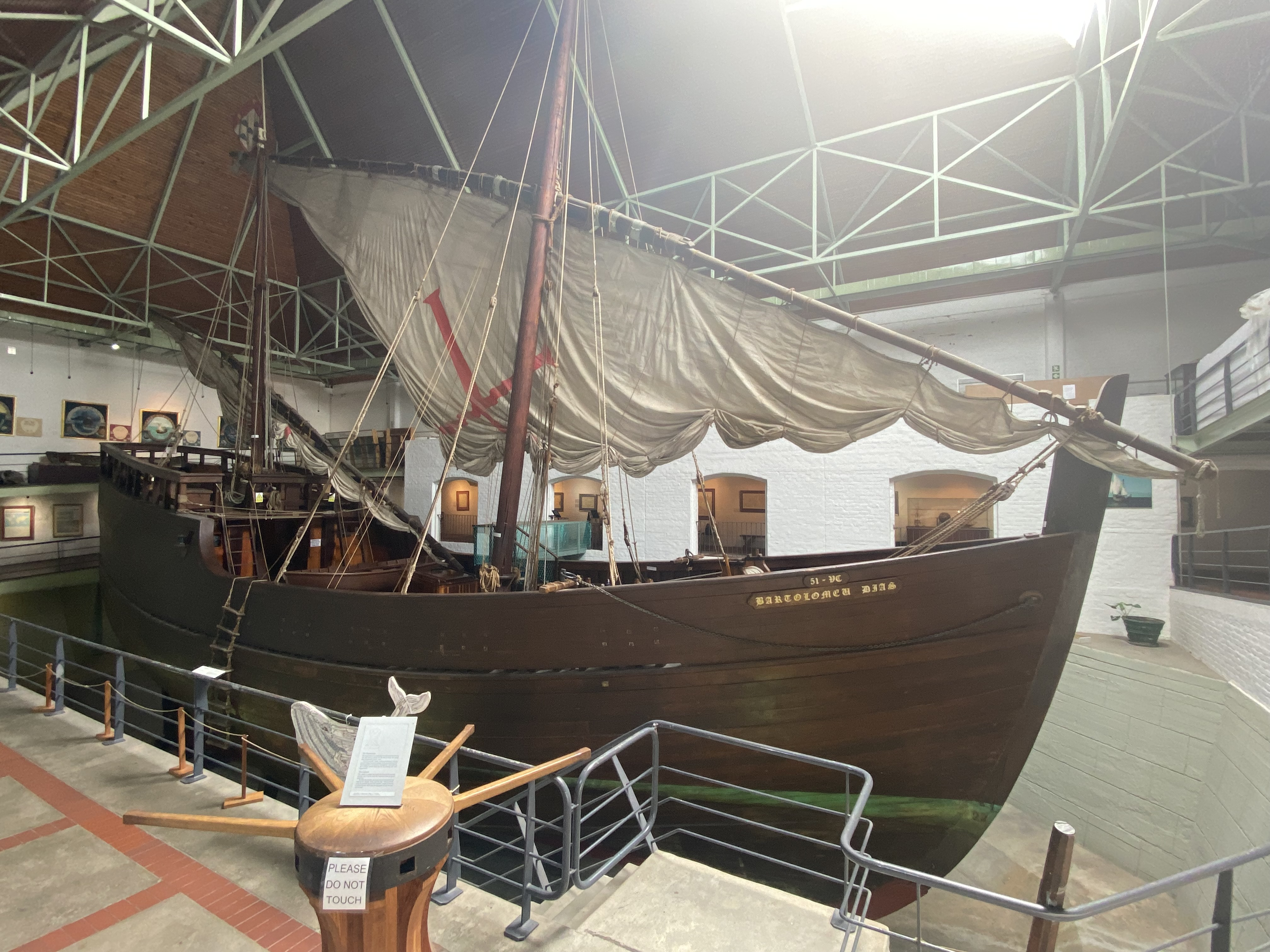
Репліка корабля Бартоломеу Діаша, виставлена в Музейному комплексі Бартоломеу Діаша

Музейний комплекс Бартоломеу Діаша у Моссел-Бей містить виставку, що демонструє історію ранніх європейських мореплавців, які відкрили морські шляхи. Місцева історія артефактів XIX століття та фотографії XX століття також представлені в цій будівлі. У будівлі знаходиться репліка корабля в натуральну величину, який використовував Бартоломеу Діаш та його екіпаж, коли вони висадилися в Моссел-Бей у 1488 році.
У Дніпрі є відпочинковий комплекс Bartolomeo River Resort названий на честь Бартоломеу Діаша. Багато об'єктів в ньому, пов'язані з Добою великих географічних відкриттів, з експедицією Бартоломеу Діаша і його команди, з історією відкриття Мису Доброї Надії, та з Південною Африкою.

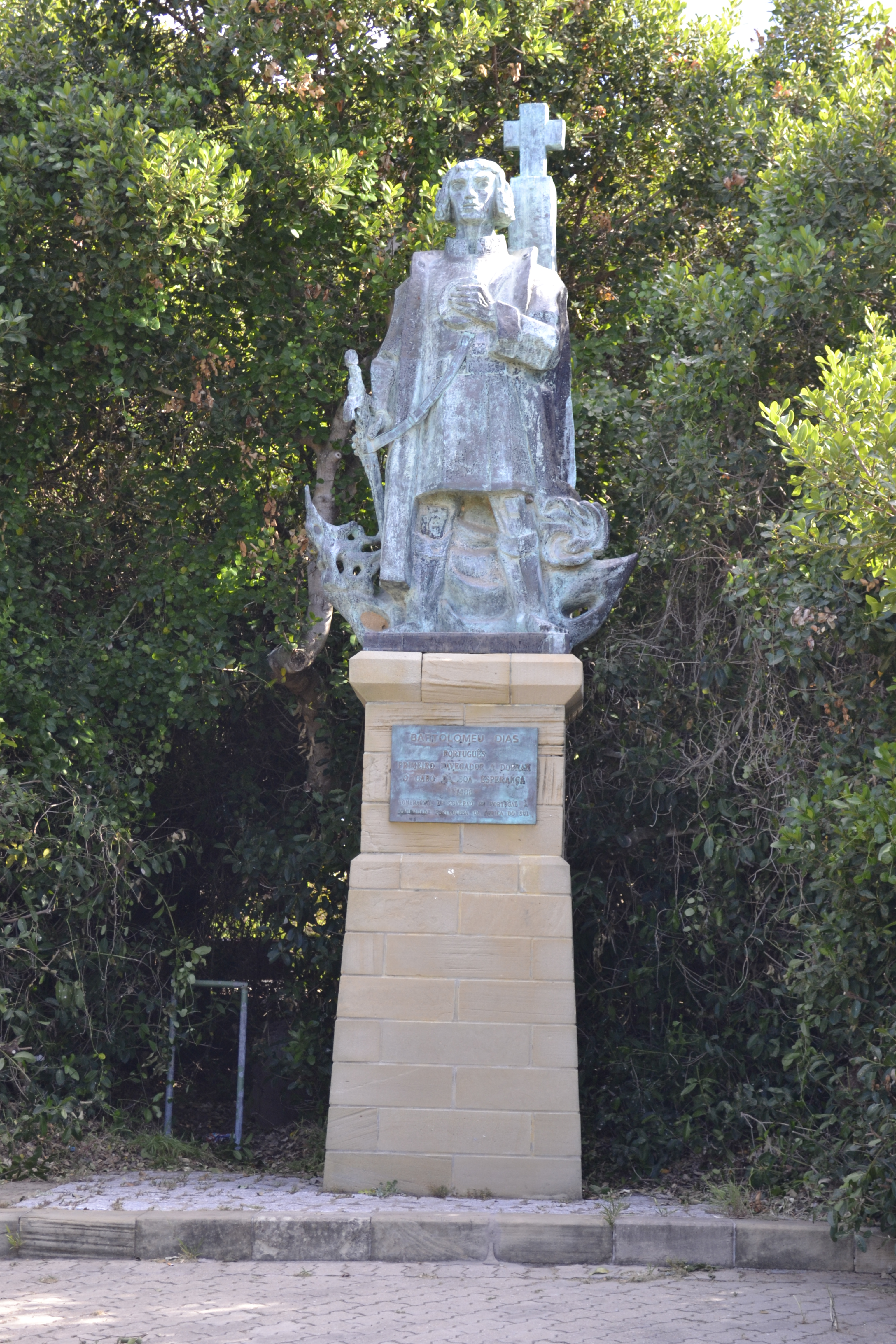
Статуя Бартоломеу Діаша в Музейному комплексі Бартоломеу Діаша в Моссел-Бей.